# Motore in linea a cinque cilindri
Il motore in linea a cinque cilindri o cinque cilindri in linea è un motore a combustione interna con cinque cilindri allineati in una fila, che condivide un singolo blocco motore e basamento. La giustificazione per un motore a cinque cilindri è che è compatto quasi come un quattro cilindri in linea e con un movimento fluido quasi quanto un sei cilindri in linea.
Una variazione del cinque cilindri in linea è il V5 ad angolo stretto (come il motore Volkswagen V5) che ha una testata e un monoblocco singoli, ma utilizza l'offset del cilindro ad angolo stretto per ridurre la lunghezza complessiva rispetto a un convenzionale cinque cilindri in linea.

## Storia
Henry Ford aveva sviluppato un motore a cinque cilindri in linea tra la fine degli anni '30 e l'inizio degli anni '40 per un design di auto economica compatta, che non ha mai visto la produzione a causa della mancanza di domanda di auto di piccole dimensioni negli Stati Uniti. Lancia ha sviluppato un motore diesel a 5 cilindri alla fine degli anni '30 per l'uso nella sua serie di autocarri RO per sostituire i precedenti motori diesel a 2 cilindri e benzina a 3 cilindri utilizzati. Il modello successivo divenne noto come 3RO e fu utilizzato dalle forze armate italiane e tedesche durante la seconda guerra mondiale. Questo camion rimase in produzione fino al 1950.
Il motore a cinque cilindri in linea non ha visto la produzione per le autovetture fino a quando Mercedes-Benz ha introdotto il diesel OM617 nel 1974. La prima versione a benzina a cinque cilindri in linea fu la 2.1 R5 introdotta dal Gruppo Volkswagen sull'Audi 100 verso la fine degli anni '70, i cui sviluppi supportavano l'auto da rally Audi Quattro. Sono stati spesso utilizzati da marchi del mercato medio che cercavano di estendere le loro gamme di motori a capacità più elevate senza optare per l'opzione a sei cilindri. Negli ultimi anni il motore è andato in disgrazia, con Volvo che nel 2014 ha annunciato che avrebbe interrotto la loro produzione, ad esempio.

## Caratteristiche

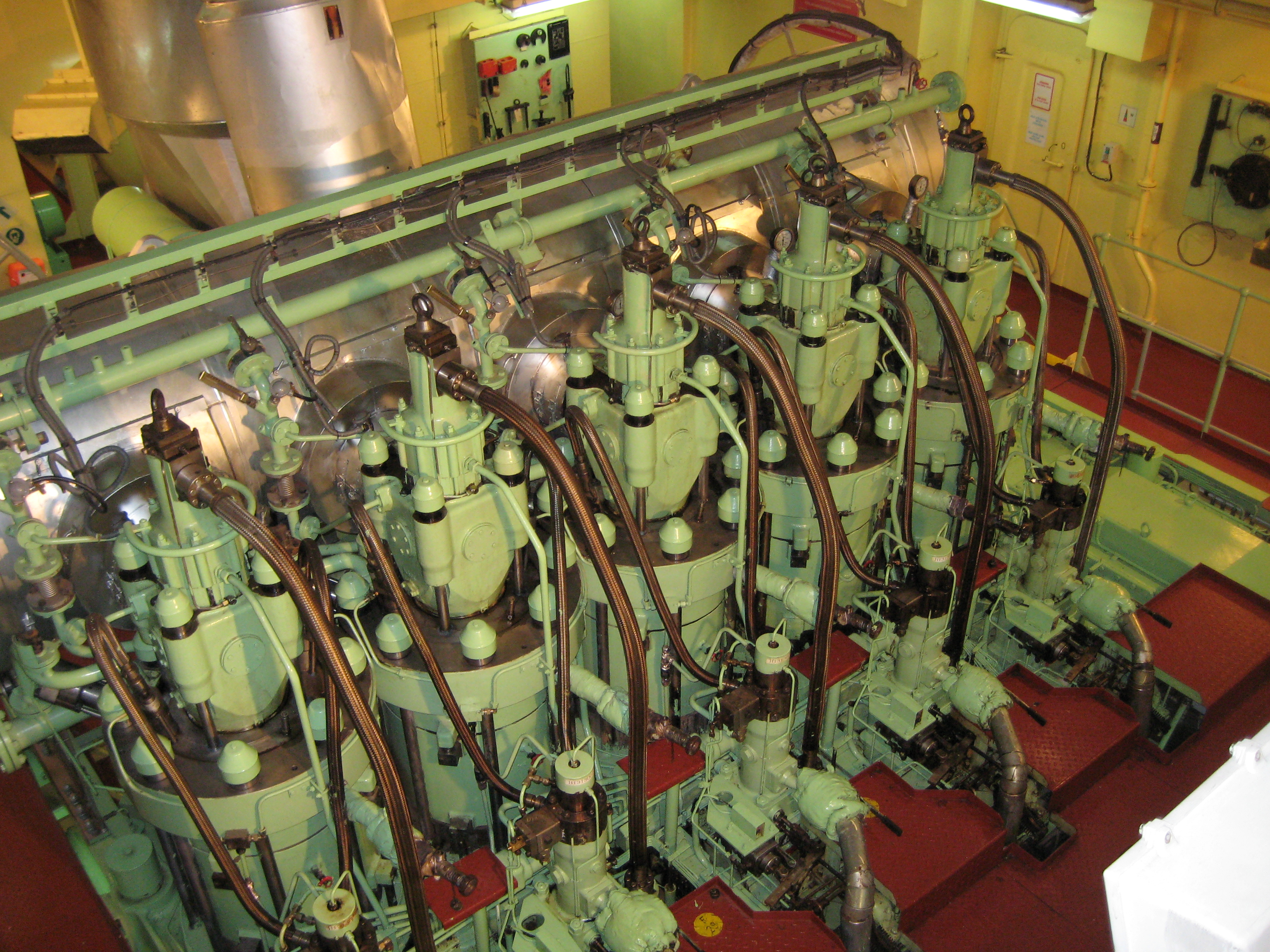
Il motore diesel a due tempi a cinque cilindri MAN B&W 5S50MC. Questo particolare motore si trova a bordo di un trasportatore chimico da 29000 tonnellate.

### Levigatezza
Il vantaggio del motore a cinque cilindri rispetto a un motore a quattro cilindri comparabile si comprende meglio considerando i colpi di potenza e la loro frequenza. In un ciclo a quattro tempi il motore spara ogni cilindro una volta ogni 720 gradi — ogni pistone spara ogni due rotazioni dell'albero motore. Supponendo che il motore si accenda uniformemente, dividendo 720 gradi per il numero di cilindri si può determinare la frequenza con cui si verifica ogni scoppio. Per un motore a quattro cilindri, 720° ÷ 4 = 180° quindi c'è una corsa di potenza ogni 180 gradi, che è due colpi di potenza per giro dell'albero motore. Un motore V8 ottiene uno scoppio ogni 90 gradi: 720° ÷ 8 = 90°, ovvero quattro colpi di potenza per ogni giro dell'albero motore.
Un determinato colpo di potenza non può durare più di 180 gradi di rotazione dell'albero motore, quindi le corse di potenza di un motore a quattro cilindri sono sequenziali, senza sovrapposizioni. Alla fine del colpo di potenza di un cilindro, un altro cilindro si accende.
In un motore a uno, due o tre cilindri ci sono momenti in cui non si verifica alcuno scoppio. In un motore a tre cilindri si verifica una corsa di potenza ogni 240 gradi (720° ÷ 3 = 240°). Poiché uno scoppio non può durare più di 180 gradi, ciò significa che un motore a tre cilindri ha 60 gradi di "silenzio" quando non viene eseguito lo scoppio.
I motori a cinque cilindri hanno un albero motore con angoli di 72 gradi (ad eccezione del VW V5, che ha un offset dell'albero motore che corrisponde all'angolo tra i cilindri; nonostante la configurazione a V il motore ha intervalli di accensione pari). La maggior parte dei motori a cinque cilindri (Audi 2.5, VW 2.5 R5) ha l'ordine di accensione 1-2-4-5-3. L'accensione di un cilindro dopo l'altro (es. 1-2-3-4-5 nel caso di un motore a cinque cilindri) non viene mai utilizzata tranne che nei motori a 3 cilindri dove non c'è alternativa e in alcuni motori V6. Per questo motivo il motore avrà una forte tendenza a oscillare da un'estremità all'altra e avrà generalmente uno scarso bilanciamento.
Un motore a cinque cilindri ottiene una corsa di potenza ogni 144 gradi (720° ÷ 5 = 144 °). A causa della fasatura dell'albero a camme ogni corsa di potenza dura circa 120 gradi (terminando quando la valvola di scarico si apre), ciò significa che c'è un periodo molto breve di circa 24 gradi in cui l'albero motore non riceve coppia. A causa di livelli di coppia non uniformi durante le corse di espansione suddivise tra i cinque cilindri, si verificano maggiori vibrazioni di secondo ordine. A velocità del motore più elevate, c'è una vibrazione irregolare del terzo ordine dall'albero motore che si verifica ogni 144 gradi. Poiché i colpi di potenza hanno meno tempi morti, un motore a cinque cilindri può funzionare in modo più fluido di un motore a quattro cilindri, ma solo a velocità medie limitate in cui le vibrazioni di secondo e terzo ordine sono inferiori.
Ogni cilindro aggiunto oltre il quinto aumenta la sovrapposizione degli scoppi e riduce le vibrazioni dell'ordine primario. Un sei cilindri in linea ottiene uno scoppio ogni 120 gradi, quindi di solito non c'è sovrapposizione di colpi di potenza. Tuttavia, questo aumento della scorrevolezza di un motore a sei cilindri rispetto a un motore a cinque cilindri non è così pronunciato come quello di un motore a cinque cilindri su un motore a quattro cilindri. Il cinque cilindri in linea perde meno potenza per attrito rispetto a un sei cilindri. Utilizza anche meno parti meccaniche ed è fisicamente più corto, quindi richiede meno spazio nel vano motore, consentendo il montaggio trasversale.

### Confezione e prestazioni
Un motore a cinque cilindri è più lungo e più costoso da produrre rispetto a un motore a quattro cilindri comparabile, ma alcuni produttori come Volvo ritengono che questi costi siano controbilanciati dalla sua maggiore capacità in uno spazio più piccolo di un sei cilindri.
I turbo a cinque cilindri sono stati utilizzati in più di un'occasione in applicazioni sportive e da corsa per il loro equilibrio tra le qualità delle prestazioni. La Volvo S60 R ha un motore turbo da 2,5 litri a cinque cilindri in linea da 305 CV (224 kW) e 400 Nm di coppia su gran parte dei suoi intervalli di giri / min. La Ford Focus RS Mk2 ad alte prestazioni utilizza lo stesso motore Volvo a 5 cilindri, (sviluppato da Ford) con livelli di potenza molto simili, ed è una delle auto di serie FWD più potenti mai create. Un altro esempio di un'auto a 5 cilindri ad alta potenza è l'Audi RS2, con il suo motore 2.2 turbocompresso che fa 315 CV.

### Bilanciamento
Uno svantaggio di un motore a cinque cilindri in linea rispetto a un motore a sei cilindri in linea è che un motore a cinque cilindri in linea non è intrinsecamente bilanciato. Qualsiasi modello a cinque cilindri in linea a tiro uniforme ha momenti morti (vibrazioni) del primo e del secondo ordine, mentre un sei cilindri in linea non ha effettivamente squilibri nel primo o nel secondo ordine. Ciò significa che non sono necessari alberi di bilanciamento aggiuntivi in un sei cilindri in linea. In confronto, un motore a quattro cilindri in linea non ha momenti morti del primo o del secondo ordine, ma ha una grande forza libera del secondo ordine che contribuisce alla vibrazione che si trova nei modelli a quattro cilindri in linea sbilanciati.
La motocicletta Honda RC149 GP del 1966 utilizzava un motore 5 cilindri in linea da 125 cm³ configurato come un sei cilindri in linea con uno dei cilindri centrali mancanti; ciò eliminava qualsiasi coppia oscillante (e riduceva la torsione della manovella dovuta all'inerzia del pistone, ideale agli alti regimi del motore a cui avrebbe funzionato) lasciando libere forze equivalenti a un monocilindrico da 25 cm³ di costruzione simile.

### Alimentazione e carburazione
L'uso di motori a benzina a cinque cilindri in linea nelle auto di produzione di massa è diventato veramente praticabile solo con l'avvento dell'iniezione di carburante affidabile. Un motore a cinque cilindri che utilizza un sistema di alimentazione del carburatore ha un problema inevitabile in quanto la lunghezza del collettore di aspirazione tra il carburatore varia troppo notevolmente tra i cilindri alle estremità del motore e quelli più vicini al carburatore per un'erogazione del carburante affidabile e costante. L'uso di più carburatori (due o tre) si traduce sempre in un carburatore che alimenta più cilindri dell'altro, il che produce anche problemi di funzionamento e messa a punto. In teoria si potrebbero usare carburatori individuali per ogni cilindro, ma questo approccio è costoso e porta ancora con sé le difficoltà che ne derivano nel bilanciare i carboidrati multipli. L'iniezione di carburante multipunto aggira tutti i problemi alimentando ogni cilindro individualmente. Questo problema di alimentazione non è mai stato presente nei motori diesel (ad eccezione del Volvo D5) che, come tutti i motori diesel, utilizzavano l'iniezione di carburante sin dall'inizio, motivo per cui i motori diesel a cinque cilindri di grandi dimensioni erano comunemente visti decenni prima dell'adozione del tipo per uso automobilistico.

### Ordine di accensione

Motore a quattro tempi a cinque cilindri in linea

Gli ordini di accensione comuni per il motore cinque cilindri in linea sono 1-2-4-5-3 e 1-5-2-3-4, o le loro inversioni.
Considerando solo i motori a combustione uniforme, a differenza di un motore a quattro tempi a quattro cilindri in linea, sei o otto cilindri, ciascuna configurazione dell'albero motore a cinque cilindri supporterà solo un singolo ordine di accensione (più retromarcia).
Al contrario, il design standard dell'albero motore a sei cilindri in linea, a causa dei suoi sei lanci distribuiti a soli tre angoli unici, o fasi, può essere eseguito su uno qualsiasi dei quattro diversi ordini di accensione, assumendo le modifiche necessarie alla valvola, all'accensione e al rifornimento (se del caso) sono stati realizzati sistemi di cronometraggio. Detto questo, pochissimi si discostano da 1-5-3-6-2-4 a causa dell'ordinato imballaggio di aspirazione e scarico che offre (vedere la sezione sull'alimentazione del motore sopra).
Un motore quattro tempi a cinque cilindri in linea non può avere fasi del pistone condivise tra i suoi cilindri senza anche sparare in modo irregolare, perché 720 gradi (4 corse del pistone) diviso per 5 è 144 che non è un divisore di 360, quindi deve sempre avere cinque fasi del perno dell'albero motore. In questo modo, l'equilibrio di un motore a cinque cilindri è particolarmente e intrinsecamente legato al suo ordine di accensione e viceversa, in quanto non possono essere scelti separatamente.
Nel caso dei motori a due tempi, tutti i motori in linea sono similmente limitati ad avere un unico ordine di accensione per una data configurazione dell'albero motore; poiché un ciclo completo si verifica ogni 360 gradi, non è possibile condividere le fasi del pistone senza avere accensioni simultanee, quindi il cinque cilindri in linea non è svantaggioso in questo caso.
Per calcolare il numero totale di ordini di scoppi possibili sono necessari solo semplici calcoli combinatori; nello specifico: permutazioni circolari. Gli ordini di accensione sono ciclici o circolari; quindi 1-2-3 è uguale a 2-3-1 e 3-1-2 ecc. Ciò significa che il numero totale di permutazioni può essere ridotto di un fattore del numero di cilindri; cinque in questo caso.
Il numero totale di potenziali combinazioni è quindi:
{\displaystyle {\frac {5!}{5}}\;=\;4!\;=\;4\times 3\times 2\times 1\;=\;24}
Dove 5! indica il fattoriale di 5.
Ciò corrisponde in un certo senso anche ai 24 ordini unici delle fasi del perno dell'albero motore {0°, 72°, 144°, 216°, 288°} lungo la lunghezza dell'albero motore. Ricordando che l'albero motore è libero di ruotare, queste cifre di fase sono solo relative; usandone uno come dato, ci sono solo quattro possibili altre fasi, ottenendo lo stesso risultato di 24 permutazioni.
Non c'è alcun senso intuitivo su quale delle 24 possibili configurazioni dell'albero motore produrrà risultati ottimali in termini di bilanciamento o torsione dell'albero motore ecc., È stato lasciato considerare agli ingegneri ciascuno a turno, almeno al livello teorico iniziale. Tuttavia, lo spazio di possibilità di 24 ordini di sparo è stato effettivamente ridotto a solo due nell'uso pratico.
Per quattro tempi:
- 1-2-4-5-3 si traduce nella coppia di oscillazione primaria minima (velocità dell'albero motore), così come quella scelta per gli inline-five destinati alle vetture stradali come quelle prodotte da Volvo (usata anche da Renault), VW / Audi, GM e Honda.
- 1-5-2-3-4 si traduce nella massima coppia a dondolo primaria, ma in uno squilibrio secondario minimo e raramente trova impiego nei cinque in linea. Tuttavia, è l'ordine a volte utilizzato per ciascuna banca di alcuni V10, ad esempio Dodge Viper, Audi R8 e BMW E60 / 61 M5 ed E63 / 64 M6.

Il 1-5-2-3-4 ha trovato impiego anche nei motori fuoribordo a due tempi, es Mercury's Force 150.
Si noti che una data configurazione dell'albero motore genera un ordine di accensione diverso per un'applicazione a due tempi da quello che detta nel caso a quattro tempi e viceversa. L'albero motore per un ordine di accensione di 1-2-4-5-3 in un quattro tempi produrrebbe un ordine di accensione di 1-5-2-3-4 come un due tempi. Quindi l'albero motore avrebbe fasi del perno dell'albero motore di {0°, 144°, 216°, 288°, 72°} in entrambi i casi. Gli ordini di accensione inversa richiedono un albero motore diverso, con immagine speculare (a meno che al motore non sia consentito di girare all'indietro).
Vedere la sezione sul bilanciamento per ulteriori informazioni.

### Suono
Il quattro tempi cinque cilindri in linea di 5 impulsi di accensione per ogni due rotazioni dell'albero motore genera un suono caratteristico, che può essere rappresentato dall'intervallo musicale 5/2. I suoni dei motori (anche monocilindrici), essendo di natura periodica, occupano uno spettro di frequenze che possono essere rappresentate come multipli ascendenti, come in una serie di Fourier; questo inizia con la frequenza fondamentale (metà velocità dell'albero motore) e aumenta in numeri interi, con ogni multiplo presente in quantità diverse nel suono finale. Prendendo l'ottava di un tono in un intervallo si ottiene un intervallo correlato (cioè tramite intervallo ); è come selezionare un multiplo più alto nella serie di frequenze precedentemente descritta. Un tale intervallo invertito potrebbe essere 5/4, via 5/2; cioè una terza maggiore giusta. Questo è puramente armonico, ma non è troppo lontano dalla terza maggiore di 12 toni di temperamento uguale che si trova in gran parte della musica occidentale.
Allo stesso modo possono essere scoperti altri intervalli per altri motori a combustione uniforme con conteggi di cilindri diversi. Es. Triple e derivate (6, 12 cilindri ecc.): 3: 2; inline-four e derivati: 2: 1; sette in linea: 7: 4; e così via.

## Utilizzo nelle automobili

### Diesel
Il primo motore a cinque cilindri in linea di produzione per un'autovettura è stato il Mercedes-Benz OM617, un motore diesel da 3 litri introdotto nel 1974 e utilizzato nella Mercedes-Benz 300D, considerato uno dei motori più affidabili mai prodotti. Fu disponibile in versione turbo per la prima volta nel 1978. Il suo successore, l'OM602, utilizzato su Mercedes-Benz W124, G-Klasse e Sprinter. Il 5 cilindri OM602 è stato sostituito dal motore a quattro valvole OM605 (E250D 20V) e successivamente OM612 e OM647 con turbocompressore e iniezione diretta. Mercedes-Benz ha continuato a utilizzare motori diesel a 5 cilindri fino al 2006, quando i motori OM612 e OM647 hanno terminato la produzione, tuttavia SsangYong Motor Company continua a utilizzarli nei suoi SUV.
Audi ha prodotto una serie di motori diesel a cinque cilindri per Audi 100 e Audi A6 dal 1978 al 1997. Questo motore è utilizzato in diversi furgoni Volvo e Volkswagen.
Volvo ha progettato il proprio motore D5, disponibile nella maggior parte della sua linea di veicoli dal 2001. Nel 2015, tuttavia, è stato abbandonato a favore di motori a 4 cilindri più piccoli, che hanno sostituito la maggior parte dei motori D5. Attualmente non sono in produzione altri motori diesel Volvo a 5 cilindri.
La Jeep Grand Cherokee era disponibile in Europa con motore a cinque cilindri in linea diesel. Dal 1999 al 2001, con motore VM Motori da 3,1 litri e dal 2002 al 2004 con motore Mercedes-Benz da 2,7 litri.
Alla fine degli anni '90, Rover Group ha sviluppato un motore diesel da cinque cilindri in linea, il Td5, per Land Rover Discovery e Defender.
Dal 2006, Ford ha prodotto un motore turbo a cinque cilindri da 3,2 litri con il nome Duratorq per Ford Transit, Ford Ranger e Mazda BT-50. Lo stesso motore sarà venduto nel transito del Nord America con il nome di Power Stroke.
La Fiat ha prodotto un motore diesel turbocompresso da 2,4 litri da cinque cilindri in linea negli anni '90. Questo motore è stato utilizzato su Fiat Marea, Lancia K, Lancia Lybra, Lancia Thesis, Alfa Romeo 156, Alfa Romeo 166 e Alfa Romeo 159.

### Benzina
I primi passi verso un 5 cilindri in linea a benzina furono fatti da Rover, che sviluppò un motore a cinque cilindri da 2,5 litri nel 1966 come mezzo per fornire più potenza alla berlina Rover P6. Tuttavia il progetto, alimentato da tre carburatori (uno di dimensione diversa dall'altra coppia), ha avuto problemi di alimentazione e non ha superato la fase del prototipo.
Audi ha presentato la prima produzione di motore benzina 5 cilindri, un motore SOHC 2.1 L, nell'Audi 100 del 1976. Nel 1981, l'Audi 100 divenne disponibile anche con il cinque cilindri in linea di produzione più piccola, una variante da 1,9 litri. Audi ha utilizzato motori da cinque cilindri in linea da 2,2 litri in molte delle sue auto tra il 1976 e l'inizio degli anni '90, incluso l'Audi Sport Quattro con 310 CV e Audi RS2 Avant con 320 CV. Il motore Audi Inline 5 è ampiamente utilizzato nel motorsport, in particolare nei rally nel famoso Gruppo B con l'Audi S1 Sport Quattro E2 con 610 CV.
Per l'anno 1987 il team ufficiale ha testato una versione da 1015 CV della Audi S1 Sport Quattro con motore in linea 5 cilindri, ma quel prototipo non fu mai utilizzato nelle corse seguite dall'abolizione del Gruppo B.
Un motore cinque cilindri Audi è stato utilizzato anche nella concept car Italdesign Aztec. Nel 2009, Audi ha iniziato a utilizzare un nuovo motore a cinque cilindri turbo nell'Audi TT RS e successivamente nell'Audi RS3 e nel concetto di Audi quattro.
Da quando Volvo ha introdotto la sua Volvo 850 nel 1991, gran parte della loro gamma è passata al loro motore modulare a cinque cilindri, con i loro motori utilizzati anche nei modelli Ford Focus ST e RS. Tutti i motori a benzina a 5 cilindri in linea utilizzati da Volvo e Ford sono stati costruiti nello stabilimento di motori Volvo Skövde a Skövde, in Svezia, fino alla loro interruzione nel 2016.
Honda ha prodotto il motore a cinque cilindri della serie G a partire dal 1989 e lo ha utilizzato su Vigor, Inspire, Ascot, Rafaga e Acura TL.
Lancia utilizza anche i motori Fiat a cinque cilindri in linea tra cui Lancia K, Lancia Lybra e Lancia Thesis.
La famiglia Atlas di motori in linea di General Motors comprendeva due 5 cilindri in linea, un 3,5 e un 3,7 litri, utilizzati nella famiglia di autocarri GMT 355 di medie dimensioni (inclusi Chevrolet Colorado e Hummer H3) dal 2004 al 2012.

## Utilizzo motociclistico
Il cinque cilindri in linea più piccolo è stato impiegato sulla motocicletta da competizione Honda RC148 da 125 cm³ del 1965 e la Honda RC149, che ha corso nel 1966. La configurazione a cinque cilindri è stata utilizzata perché condivideva i componenti con il motore a due cilindri da 50 cm³ della Honda RC116. Tuttavia questo propulsore presenta un'architettura insolita per quanto riguarda i cinque cilindri in linea, in quanto è stato sviluppato come un sei cilindri in linea con un cilindri in meno.